# Chłopek (jezioro)
Chłopek (niem. Kl. Klopp See) – jezioro w woj. lubuskim, w powiecie gorzowskim, w gminie Kłodawa, leżące na terenie Równiny Gorzowskiej. Jezioro położone jest na terenie Barlinecko-Gorzowskiego Parku Krajobrazowego.
Obecna nazwa została wprowadzona urzędowo 17 września 1949 roku.

## Morfometria
Według danych Instytutu Rybactwa Śródlądowego powierzchnia zwierciadła wody jeziora wynosi 24,1 ha. Średnia głębokość zbiornika wodnego to 2,4 m, a maksymalna to 4,9 m. Lustro wody znajduje się na wysokości 59,7 m n.p.m. Objętość jeziora wynosi 578,4 tys. m³. Natomiast A. Choiński podał wielkość jeziora jako 25,0 ha.

## Zagospodarowanie
Administratorem wód jeziora jest Regionalny Zarząd Gospodarki Wodnej w Poznaniu. Utworzył on obwód rybacki, który obejmuje wody jezior Chłop, Lubie, Chłopek, Mrowino, Mrowinko i jeziora Mokrego  (Obwód rybacki Jeziora Lubie na kanale Santoczna nr.2). Ekstensywną gospodarkę rybacką prowadzi na jeziorze Polski Związek Wędkarski Okręg w Gorzowie Wielkopolskim.